# Doubtful River (Neuseeland)

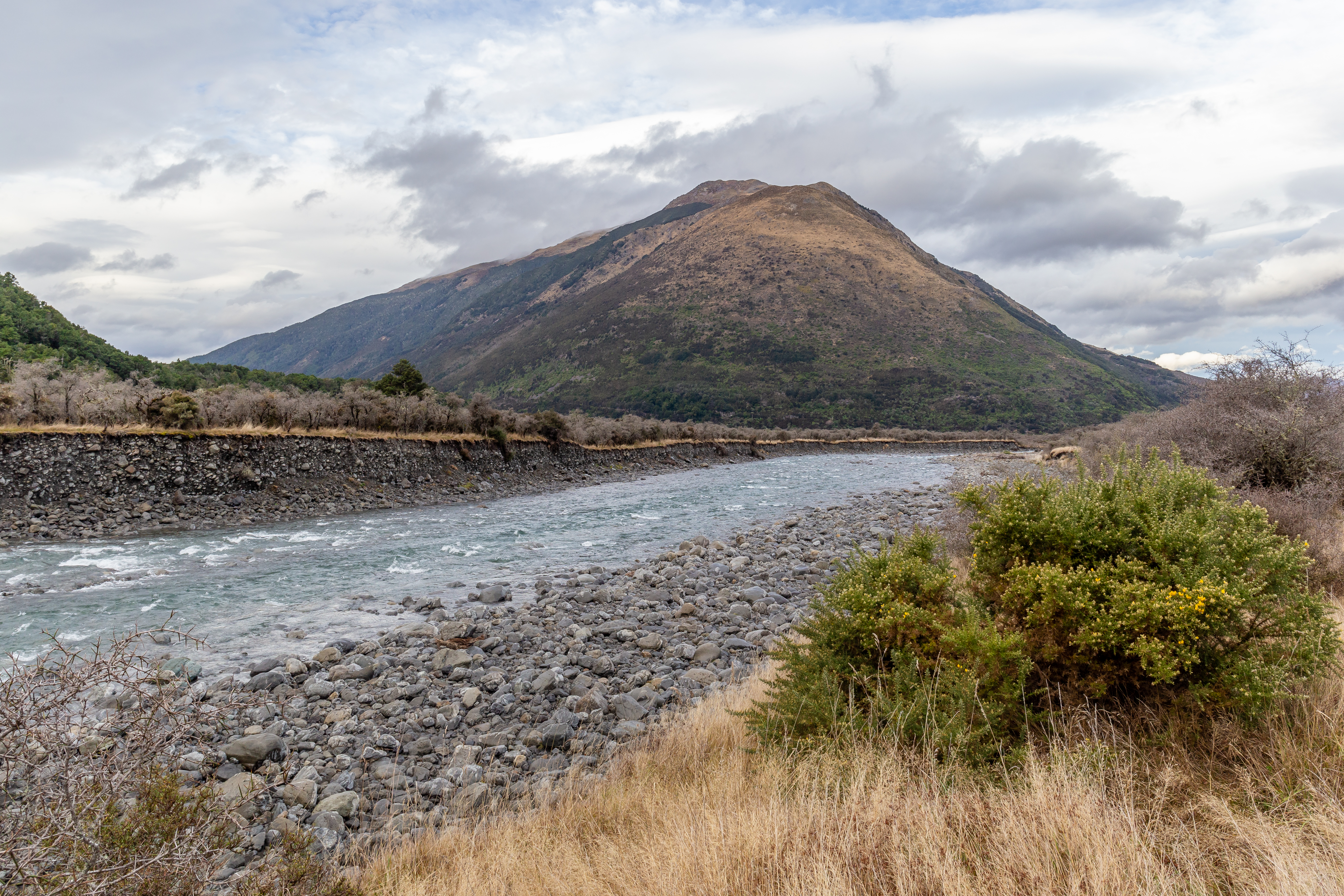
Doubtful River, Canterbury, Neuseeland

Der Doubtful River ist ein rund 17 km langer Fluss im Hurunui District, im Norden der Region Canterbury auf der Südinsel von Neuseeland.

## Geographie
Das Quellgebiet des Doubtful River befindet sich rund 17 km südwestlich des Lewis Pass und rund 500 m südlich, unterhalb des Gipfels des 1780 m hohen Mount Boscawen, an dessen Westseite sich auch das Quellgebiet des nach Westen abgehenden Robinson River befindet. Von seiner Quelle aus fließt der Doubtful River zunächst 5,5 km in südliche Richtung und schwenkt dann in östliche Richtung durch ein langgezogenes Tal dem Boyle River entgegen, in den der Doubtful River knapp 5 km südwestlich von der kleinen Siedlung Boyle Village schließlich mündet.

## Doubtful Valley Track
Unweit der Mündung des Doubtful River in den Boyle River zweigt vom Tui Track der dreieinhalb-stündige Doubtful Valley Track nach Westen in das lange Tal des Flusses ab. Über die Schutzhütte der Doubtful Hut kann das Tal bis zur Doubtless Hut durchquert werden. Von dort aus zweigt ein weiterer Weg über den Amuri Pass nach Westen ab.